# ドーン (探査機)
ドーン（Dawn）とは、アメリカ航空宇宙局 (NASA) が打ち上げた、メインベルトに存在する準惑星ケレスおよび小惑星ベスタを目標とした、無人探査機である。NASAのディスカバリー計画のミッションの1つでもある。

## 概要

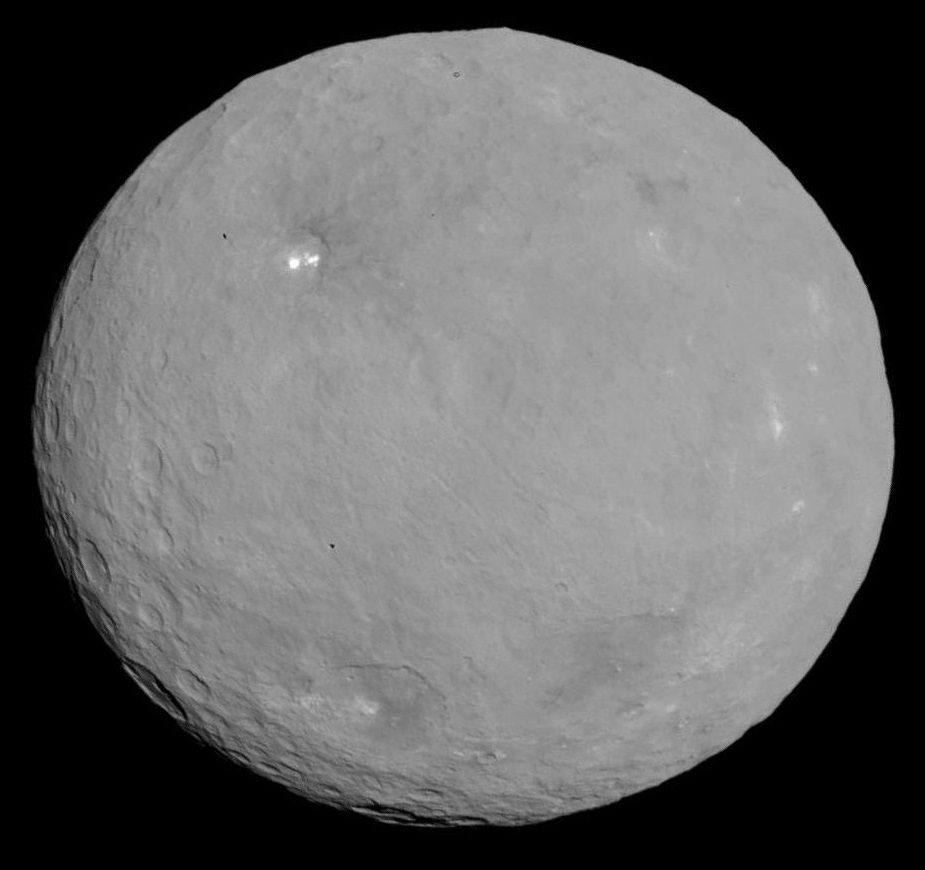
ドーンが観測した準惑星ケレス。回転楕円体である事が見て取れる。

ドーン・ミッションの目的は、太陽系初期の状態を残していると考えられる、2つの大きな原始的天体を調べる事により、太陽系誕生に起きたとされる岩石惑星の形成過程を知ろうとする点に有る。なお、英語で「dawn」とは「夜明け・あけぼの・暁」などの意味だけでなく「事の始まり」や「誕生」などといった意味も有する。NASA・ジェット推進研究所は、ミッション名は太陽系の始まり (the dawn of the solar system) に関する情報を提供するという目的から名付けられたものだと説明している。
ケレスとベスタは太陽系の別々の場所で誕生したと考えられており、それによると見られる対照的な違いが幾つも見られる。ケレスは、その形成段階において地下水による「冷たく湿った」状態を経験しているとされている。一方のベスタは、マントルや核といった内部構造を持ち、また表面に有する火山活動の形跡などから「熱く乾いた」状態を経験していると考えられている。さらに小惑星のスペクトル分類でも、ケレスがG型、ベスタがV型と全く異なる。
これらの天体の探査計画は、カリフォルニア大学ロサンゼルス校の宇宙科学者クリストファー・T・ラッセルを中心に進められた。
探査機の主要な推進システムとして、ディープ・スペース1号で使用実績の有る、キセノンを用いたイオン・スラスタ「NSTAR」3基を搭載した。NASAのジェット推進研究所 (JPL) は、イオンエンジンを提供し、飛行システム開発も行った。
さらに、観測機器として、ドイツ航空宇宙センターはフレーミングカメラを、イタリア宇宙局はマッピング分光計を、米エネルギー省のロスアラモス国立研究所はガンマ線分光計を提供した。
ドーンはデルタIIロケットで2007年打ち上げられた。2007年に地球を出発した探査機は、イオンエンジンを用いた長期間の航行を実施し、まずベスタの観測を行い、次いでケレスの観測を行い、そして、2018年に燃料が枯渇したため、運用が終了された。これによって、ドーンは人類史上初の、小惑星帯に半永久的に留まる人工物となった。

### 「ケレスの光点」を巡る広報戦略
2015年、ドーンが準惑星 ケレスに接近する過程で、地表のクレーター内に極めて明るく輝く複数の「光点（ブライト・スポット）」が発見された。その正体は当初不明であり、「宇宙船の基地」「氷火山」など様々な憶測を呼び、世界中のメディアや一般の人々の大きな注目を集めた。
JPLはこの高い関心を活用し、「What's the spot on Ceres?（ケレスの光点は何だ？）」と題したオンライン投票キャンペーンを実施した。ここでは、光点の正体について「火山」「間欠泉」「氷」「岩」「塩の堆積」「その他」といった選択肢を提示し、一般からの投票を募った。この双方向的な広報戦略は、科学者たちが謎を解明していくプロセスそのものを一般と共有するものであり、探査ミッションへの関わりを劇的に高めた。後の分析で、この光点は主に硫酸ナトリウムや炭酸ナトリウムといった塩類の堆積物であることが突き止められたが、そこに到るまでの「ミステリー」の演出は、科学コミュニケーションの成功例として評価されている。

## 打ち上げまで

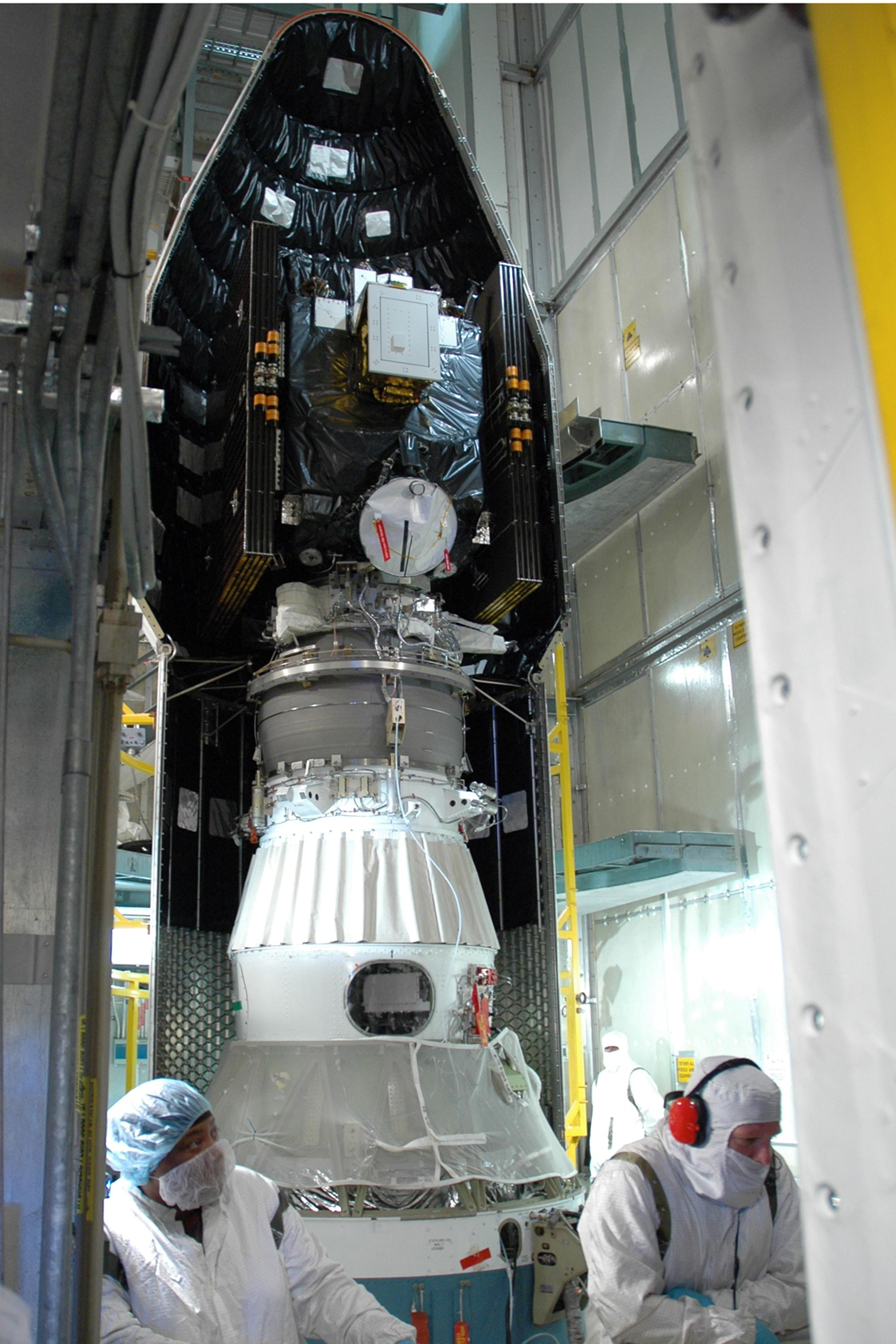
デルタIIロケットの頭頂部に当たる、フェアリング内へドーンを搭載した際の写真。

予算の削減と人員不足、そして技術上の問題から、探査機の打ち上げは度々延期された。2003年12月に計画は一旦中止されたものの、2004年2月には復活した。計画復活時点での予定によれば、ドーンは2006年5月に打ち上げられ、2010年～2011年にベスタの、2014年～2015年にケレスの探査を行う予定であった。
しかし、2005年11月にドーンの計画は「スタンドダウン（身を引く）」状態にされた。2006年1月時点でNASAはドーン・ミッションの状態に関して何ら公式な決定を下していなかったものの、メディアは「スタンドダウン」状態とは「無期限延期」の事ではないかと報道した。そして2006年3月2日に、ドーンに必要な資金が、当初の予算を大幅に上回る4億4600万ドルに嵩んだ事を理由に、ミッションの中止が発表された。
ところで、この時点で探査機はオービタル・サイエンシズ社によって、9割方の組み立てが終わっていた。さらに、観測装置を提供していたヨーロッパの学者達やJPLが、ミッション中止に抗議した。その後、技術上の問題が既に解決し、予算超過が当初より低く見積もられたため、2006年3月27日には復活が決定された。
ドーンの打ち上げは、アメリカ東部標準時で2007年7月7日16時9分に行う予定だったものの、この日は悪天候のために打ち上げが延期された。さらに関係者の協議の末に、同月における打ち上げのチャンスが少ない上に、他のロケットの打ち上げに影響するため、2007年9月26日に打ち上げの延期が決定された。
ドーンは結局、悪天候のため、さらに予定より1日遅れて、2007年9月27日7時34分（アメリカ東部標準時。日本時間では9月27日20時34分）に打ち上げられ、この打ち上げは成功した。

## 探査

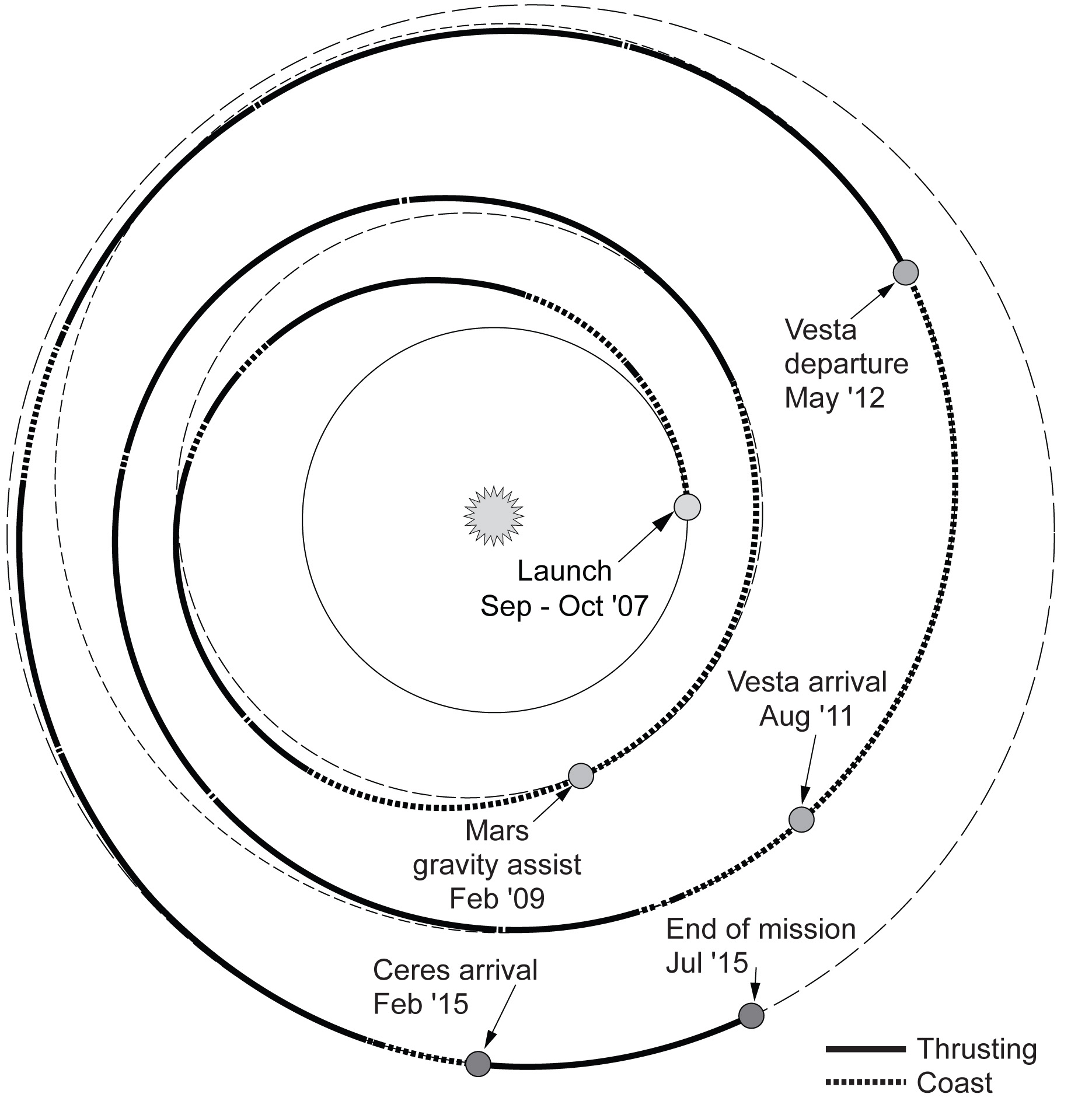
ドーン探査機の探査経路

以下は打ち上げから運用終了までの一連の流れである。
- 2007年9月27日: 打ち上げに成功[8]。
- 2008年6月: 初めて小惑星帯へ突入。
- 2009年2月17日: 火星でのスイングバイを実施。
- 2009年11月13日: 再び小惑星帯へ突入[10]。
- 2011年5月3日: 初めてベスタの画像を撮影[11]。
- 2011年7月16日: ベスタの周回軌道へ投入成功[12]。
- 2011年8月11日: ベスタの約2700 km上空を3日間で1周する「概観観測軌道」（survey orbit）へ移行。
- 2011年9月29日: ベスタの680 km上空を半日に1周する「高高度マッピング軌道」（HAMO）へ移行[13]。
- 2011年12月12日: やや楕円のベスタ周回軌道である「低高度マッピング軌道」（LAMO）へ移行。
- 2012年9月5日: ベスタを出発[14]。
- 2015年3月6日: ケレスへ到着[15]。
- 2018年10月31日: 通信途絶。原因は、姿勢制御用のヒドラジン燃料の枯渇により、アンテナを地球に向けられなくなったためと推定される。ケレスを汚染しないよう、ドーンは今後少なくとも50年以上にわたって軌道上に留まり続ける[1]。

## 画像

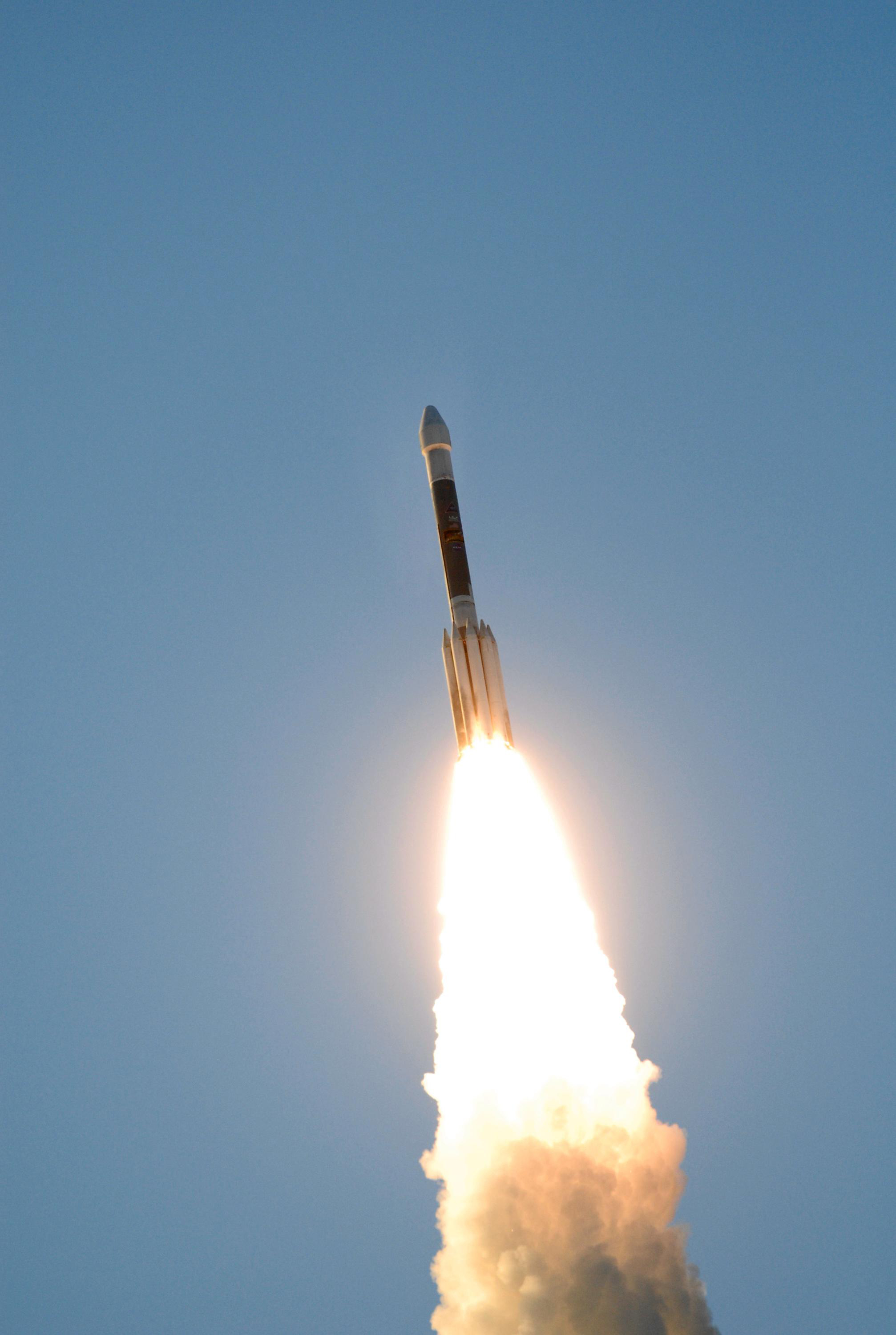
2007年9月27日07時34分（EST）に実施された、ドーンの打ち上げ。
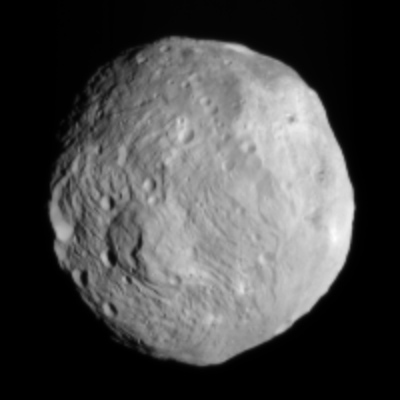
ドーンが2011年7月8日に撮影した、小惑星ベスタ。
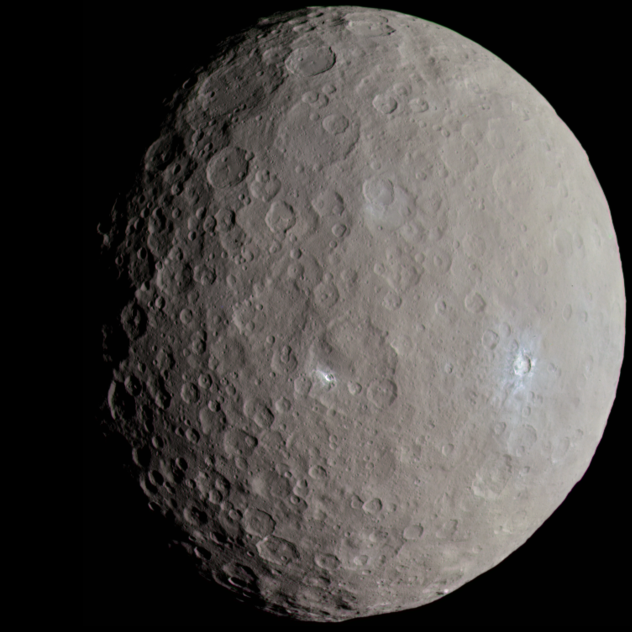
ドーンが撮影した、準惑星ケレス。
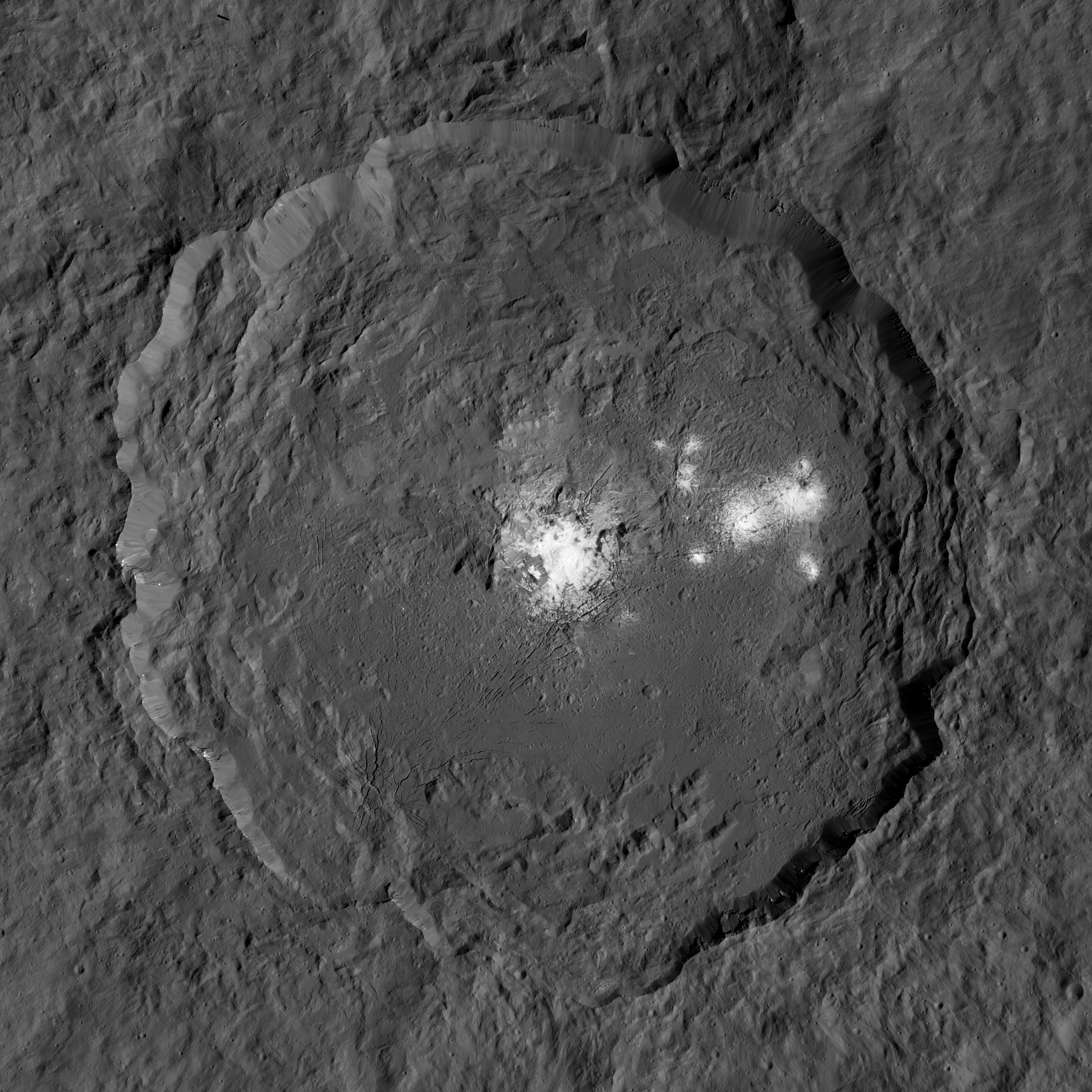
ケレスのオッカトルクレーターの光点の拡大写真。